# Hanns-Christian Mahler
Hanns-Christian Mahler (* 1972 in Wiesbaden) ist ein deutscher Apotheker, Hochschullehrer und pharmazeutischer Manager.

## Leben
Mahler schloss das Studium der Pharmazie an der Universität Mainz mit dem Staatsexamen als Apotheker ab. Danach erwarb er seinen Doktorgrad an der Universität Mainz im Fachgebiet Pharmakologie & Toxikologie mit einer Dissertation zum Thema „Einfluß endogener und exogener Faktoren auf Bildung und Reparatur oxidativer DNA-Schäden“. Nachfolgend absolvierte er die Zertifizierungen als Fachapotheker für Pharmazeutische Technologie und Toxikologie & Ökologie. 2010 habilitierte er sich an der Universität Frankfurt im Fach Pharmazeutische Technologie mit der Habilitationsschrift „Stabilisierung von Antikörpern zur parenteralen Applikation“. Er wurde 2015 an der Universität Frankfurt zum außerplanmäßigen Professor ernannt. 2023 wurde er zusätzlich zum Titular-Professor an der Universität Basel ernannt. Er führt Lehrveranstaltungen an der Universität Frankfurt sowie an der Universität Basel durch.
Von 2000 bis 2005 war Mahler bei der Merck KGaA im Bereich der Pharmazeutischen Entwicklung und als Projektleiter tätig, von 2005 bis 2015 bei der F. Hoffmann-LaRoche AG in Basel in verschiedenen Leitungsfunktionen, und war 2015 bis März 2021 zuständig für den Aufbau und die Leitung des Geschäftsbereichs mit sterilen Produkten (Drug Product Services), also auch operativer und Standortleiter bei der Lonza AG in Basel. 2020 war Mahler an der Gründung der KriyaBio SA und Bionter AG beteiligt. Seit Mai 2020 ist Mahler CEO und Board Member der ten23 health AG.
Schwerpunkte seiner wissenschaftlichen Arbeit sind die Formulierung, Herstellung und Analytik biotechnologischer Arzneimittel. Die Ergebnisse seiner wissenschaftlichen Arbeit finden sich wieder in mehr als 130 Fachpublikationen und Buchbeiträgen und zahlreichen Patentschriften. Er ist ebenfalls Mit-Herausgeber von drei pharmazeutischen Fachbüchern.
Mahler ist zudem als Mit-Herausgeber verschiedener pharmazeutischer Fachzeitschriften aktiv, wie Pharmaceutical Research, PDA Journal of Pharmaceutical Science and Technology, Journal of Pharmaceutical Sciences und des AAPS Open Journals.
Im Jahr 2013 erhielt er die Auszeichnung als Fellow der American Association of Pharmaceutical Scientists (AAPS). Im Jahr 2022 erhielt Mahler den Forschungspreis der Arbeitsgemeinschaft für Pharmazeutische Verfahrenstechnik (APV).
Seit 2016 ist Mahler als Experte in der Arzneibuchkommission des Europäischen Direktorats für die Qualität von Arzneimitteln (EDQM) aktiv. Seit 2019 ist er im Beirat der Schweizerischen Akademie der Pharmazeutischen Wissenschaften.
In den Jahren 2022, 2023 und 2024 wurde Mahler auf der Medicine Maker Power List als einer der zehn einflussreichsten Menschen in dem Bereich biopharmazeutischer Arzneimittel-Entwicklung gelistet.
Im Jahr 2025 wurde der "Mahler Award" ins Leben gerufen. Der Award ist Teil des neu geschaffenen Förderfonds Pharmazeutische Wissenschaften der Universität Basel und zielt darauf ab, talentierten herausragenden Bachelor- und Masterstudierenden des Departements finanzielle Unterstützung für Auslandsaufenthalte in Japan zu bieten, um wertvolle internationale Erfahrungen zu ermöglichen.

## Privates
Mahler ist verheiratet und hat mit seiner Frau zwei Kinder. Er spielt Gitarre in der Band Brideshead und gründete zusammen mit Martin Nelte und Johannes Schneider 1993 das Plattenlabel Apricot Records.